# Voice of the Heart
Voice of the Heart – jedenasty studyjny album w dyskografii duetu The Carpenters. Ukazał się nakładem wytwórni A&M Records 18 października 1983 r. pod numerem katalogowym SP 4954. Jest pierwszą płytą długogrającą wydaną po śmierci Karen Carpenter.  Zawiera materiał z jej ostatniej sesji nagraniowej, a także niepublikowane nigdy wcześniej utwory  zarejestrowane na przestrzeni  lat 1976-1982. Ostatni zarejestrowany utwór to „Now” nagrany za jednym ujęciem w kwietniu 1982 roku, gdy Karen zrobiła sobie przerwę w leczeniu w Nowym Jorku i na krótko powróciła do Kalifornii. W Wielkiej Brytanii album dotarł na liście UK Albums Chart  do miejsca 6  w nakładzie dającym status złotej płyty, natomiast na amerykańskiej liście Billboard 200 najwyższa zajmowana pozycja to miejsce 46, również  w nakładzie złotej płyty.

## Lista utworów
Strona A
1. „Now” (Roger Nichols, Dean Pitchford) – 3:51
2. „Sailing on the Tide” (John Bettis, Tony Peluso) – 4:24
3. „You're Enough” (John Bettis, Richard Carpenter) – 3:48
4. „Make Believe It's Your First Time” (Bob Morrison, Johnny Wilson) – 4:08
5. „Two Lives” (Mark Terrence Jordan) – 4:35

Strona B
1. „At the End of a Song” (John Bettis, Richard Carpenter) – 3:40
2. „Ordinary Fool” (Paul Williams) – 3:42
3. „Prime Time Love” (Danny Ironstone, Mary Unobsky) – 3:12
4. „Your Baby Doesn't Love You Anymore” (Larry Weiss) – 3:51
5. „Look to Your Dreams” (John Bettis, Richard Carpenter) – 5:13

## Twórcy
- Wokal – Karen Carpenter
- Chórki – O.K. Chorale, The (nagrania: A1, A3 to B1, B5)
- Gitara akustyczna – Tim May (nagrania: A1 do A4, B1, B4, B5)
- Gitara basowa – Joe Osborn (nagrania: A1 to B1, B3 to B5)
- Perkusja – Ron Tutt (nagrania:  A1, A3, A4, B1, B2, B4, B5)
- Gitara elektryczna – Tony Peluso (nagrania: A2 to A4, B3, B4)
- Elektryczna gitara hawajska  – Jay Dee Maness (nagrania: A4 to B1)
- Harfa – Gayle Levant (nagrania: A1, A3, A4, B1, B2, B4, B5)
- Instrumenty klawiszowe – Richard Carpenter
- Obój – Earl Dumler (nagrania: A1, A2, A4, A5, B4)
- Koncertmistrz – Jimmy Getzoff
- Dyrygent (O.K. Chorale) – Dick Bolk
- Saksofon tenorowy – John Phillips (nagrania: A1, B2, B3)
- Aranżacja – Richard Carpenter (nagrania: A1 do B4)
- Producent – Richard Carpenter
- Kierownictwo artystyczne – Chuck Beeson
- Zdjęcia – Larry Williams (tył okładki), Claude Mogin (przód okładki), Annie Leibovitz (wkładka)
- Mastering – Bernie Grundman
- Inżynier dźwięku – David Cole, Robert de la Garza, Robin Laine

## Single

### Make Believe It's Your First Time
- Singiel  7” wydany w USA w 1983 przez A&M Records – (A&M 2585)

(US Adult Contemporary #7)
1. „Make Believe It's Your First Time”
2. „Look to Your Dreams”

### Your Baby Doesn't Love You Anymore
- Singiel  7” wydany w USA w 1983 przez A&M Records  – (A&M 2620)

(US Adult Contemporary #7)
1. „Your Baby Doesn't Love You Anymore"
2. „Sailing on the Tide"

### Now
- Singiel  7” wydany w USA w 1983 przez A&M Records  – (AM 166)

1. „Now”
2. „Look to Your Dreams"

- Singiel  7” wydany w Brazylii w 1983 przez A&M Records  – (47.078) z prędkością obrotów 33 i 1/3

1. „Now”
2. „Ordinary Fool"